# Nicolás Albertoni
Nicolás Domingo Albertoni Gómez (Salto, 11 de noviembre de 1987) es un académico, internacionalista y político uruguayo, perteneciente al Partido Colorado. Sus libros y trabajos académicos se concentran en áreas como las relaciones internacionales, el desarrollo económico, y la política comparada con énfasis en América Latina.
Entre noviembre de 2022 y marzo de 2025 se desempeñó como el Subsecretario de Relaciones Exteriores de Uruguay del gobierno de Luis Lacalle Pou.

## Carrera académica y profesional

### Educación
Es licenciado en Negocios Internacionales e Integración Económica por la Universidad Católica del Uruguay. Tiene un doctorado en Ciencias Políticas y Relaciones Internacionales por la University of Southern California en Los Ángeles (EE. UU.), donde también realizó un máster en Economía, y un máster en Política y Relaciones Internacionales. Es también doctor en Administración de Empresas por Universidad Católica Argentina.  
En Estados Unidos también realizó un máster en la School of Foreign Service de la Universidad de Georgetown en Washington D. C.

### Trayectoria
Ha llevado una activa participación académica como Investigador asociado del Security and Political Economy Lab (SPEC) de University of Southern California y del Centro de Estudios Internacionales de la Pontificia Universidad Católica de Chile, y como docente e investigador de la Universidad Católica del Uruguay en temas vinculados a la inserción internacional del Uruguay, el comercio internacional y la integración económica. 
Dentro del Partido Colorado integró el Comité Ejecutivo Nacional, y fue su Prosecretario de Relaciones Internacionales entre 2020 y 2022.
En diciembre de 2022, el presidente Luis Lacalle Pou lo designó como Subsecretario en el Ministerio de Relaciones Exteriores de Uruguay.
A mediados de 2025 ingresó como catedrático de Relaciones Internacionales en la Universidad ORT Uruguay.

## Distinciones
En 2020, recibe la Orden de Arête, el más alto honor otorgado por la Universidad del Sur de California (USC) a un graduado por su contribución intelectual. El mismo año, la American Political Science Association reconoce su trabajo académico con el Fund for Latino Scholarship Award. Ese mismo año obtiene el Ralph Katherine Bartling Political Science Award.
En 2018, el Portal Global Americans de Estados Unidos lo reconoce como uno de los 20 intelectuales emergentes de América Latina. Ese mismo año, es reconocido por el National Council On International Trade Development de Estados Unidos por sus estudios vinculados a las nuevas formas de proteccionismo comercial en la economía global, estudio que su vez también fue reconocido con un US National Science Foundation (NSF) Fellowship.
Durante su estadía académica en Georgetown University recibe en 2016 el Horace Porter Grant del Institute for the Study of Diplomacy, y en 2015, el Ambassador Bunker Fellowship. 
En 2010, recibe el Premio Nacional de Economía de Uruguay otorgado por la Academia Nacional de Economía.

## Publicaciones
• "Trade Protectionism in an Uncertain and Interconnected Global Economy" (Routledge, 2023).
• “Uruguay como solución. Su inserción internacional: cuando lo importante se transforma en urgente” (Penguin, 2019).
• “Instrucciones para inventar la rueda: Qué tienen los países que progresan y cómo aplicarlo a Uruguay” (Penguin, 2014).
• “Entre el barrio y el mundo ¿Mercosur o el modelo chileno?” (Penguin, 2011).